# لوغاناوية
اللوغاناوية (الاسم العلمي:Loganieae) هي قبيلة من النباتات تتبع الفصيلة اللوغانية من رتبة الجنطيانيات.

## أجناس اللوغاناوية
- اللوغانة